# Adonisea flavidenta
Adonisea flavidenta är en fjärilsart som beskrevs av Smith 1906. Adonisea flavidenta ingår i släktet Adonisea och familjen nattflyn. Inga underarter finns listade i Catalogue of Life.